# Cantón Pastaza
Cantón Pastaza är en kanton i Ecuador.   Den ligger i provinsen Pastaza, i den centrala delen av landet, 250 km sydost om huvudstaden Quito.